# Aspicilia determinata
Aspicilia determinata är en lavart som först beskrevs av Hugo Magnusson., och fick sitt nu gällande namn av N. S. Golubk. Aspicilia determinata ingår i släktet Aspicilia och familjen Megasporaceae.   Inga underarter finns listade i Catalogue of Life.